# لينانا
لينانا هي بلدية في مقاطعة فرشيلي التابعة لإقليم بييمونتي الإيطالي، تقع على بعد حوالي 60 كيلومتر (37 ميل) إلى الشمال الشرقي من مدينة تورينو وحوالي 6 كيلومتر (4 ميل) إلى الجنوب الغربي من فيرتشيلي. في 31 كانون الأول / ديسمبر 2004 كان عدد سكانها 539 نسمة، وتبلغ مساحتها 22.5 كيلومتر مربع (8.7 ميل2).
تقع لينانا على حدود البلديات التالية: كروفا، ديسانا، رونسيكو، سالاسكو، سالي فيرسيلسي، فيرتشيلي.
كانت من مواقع تصوير فيلم الأرز المر، 1949 من بطولة سيلفانا مانجانو وفيتوريو غاسمان.